# Constitución española de 1869
La Constitución española de 1869 fue la Constitución aprobada bajo el Gobierno Provisional de 1868-1871, tras el triunfo de la Revolución de 1868 que puso fin al reinado de Isabel II. Fue la Constitución que estuvo vigente durante el reinado de Amadeo I. Tras la proclamación de la Primera República Española en febrero de 1873 solo estuvo en vigor el Título I, que recogía las libertades y derechos fundamentales, y fue restablecida, aunque mantenida en suspenso, tras el golpe de Pavía que dio paso a la dictadura de Serrano. Fue abolida definitivamente tras el triunfo del pronunciamiento de Martínez Campos en diciembre de 1874 que dio paso a la Restauración borbónica en España, durante la cual se promulgó la Constitución de 1876.

## Las elecciones a Cortes Constituyentes de enero de 1869
Tras el triunfo de la Revolución de 1868 el gobierno provisional presidido por el general Serrano convocó elecciones a Cortes Constituyentes que se celebraron del 15 al 18 de enero de 1869 por sufragio universal (masculino), lo que dio el derecho al voto a casi cuatro millones de varones mayores de 25 años, de los cuales más de la mitad eran analfabetos. Las elecciones se realizaron mediante un sistema electoral en el que la circunscripción era la provincia, dividiendo aquellas cuya población fuera mayor, por lo que resultaron en total 82 circunscripciones electorales.
La campaña electoral fue animadísima y en ella los periódicos jugaron por primera vez un papel importante en la propaganda política y en la movilización de la opinión pública.
La victoria fue para la coalición gubernamental monárquico-democrática, formada por unionistas, progresistas y demócratas monárquicos —también conocidos como "cimbrios"—, que obtuvo 236 diputados —la mayoría de ellos progresistas, más 81 unionistas y 21 demócratas "cimbrios"—, mientras los republicanos federales obtuvieron 85 diputados y los carlistas 20.
Tras la celebración de los comicios los republicanos federales denunciaron la "injerencia" electoral llevada a cabo desde el Gobierno Provisional, y en particular desde el Ministerio de la Gobernación ocupado por el progresista Práxedes Mateo Sagasta, para obtener esa mayoría tan abrumadora de diputados que le apoyaban. Hoy en día los historiadores están de acuerdo en que existió una "intromisión" del gobierno en las elecciones (lo que en la época se llamó "la influencia moral del gobierno”), aunque estas primeras elecciones por sufragio universal (masculino) directo de la historia de España fueron más "limpias" que las anteriores del periodo isabelino. Sobre cómo "influyó" el gobierno en las elecciones, el historiador Ángel Bahamonde lo explica así: "En los distritos urbanos se realizó la habitual presión del poder político sobre su cohorte de empleados civiles y militares. En cuanto a los distritos rurales [que constituían la mayoría], más que el pucherazo en el sentido estricto del término, lo que funcionó, en un ambiente de escasa cultura política y de casi nula experiencia participativa, fueron los mecanismos de presión basados en las relaciones de dependencia y subordinación, característicos de las pequeñas localidades rurales pobremente desarrolladas, donde la protección del notable tenía como contrapartida la vinculación del voto. Sería una forma de caciquismo antropológico donde el binomio protección-dependencia imponía sus normas".

## El debate constitucional: la Monarquía y la "cuestión religiosa"
Las Cortes Constituyentes abrieron sus sesiones el 11 de febrero de 1869 con un discurso del general Serrano, que fue refrendado como presidente del Poder Ejecutivo. El "cimbrio" Nicolás María Rivero resultó elegido presidente de las Cortes y en su discurso defendió la democracia como «la última forma del progreso humano en el estado actual de civilización de los pueblos». Por su parte el general Prim aseguró que «la dinastía caída no volverá jamás, jamás, jamás».
Después se eligió la Comisión Constitucional que habría de redactar el proyecto de carta magna a debatir en el pleno, y que estaba integrada, entre otros, por los progresistas Salustiano de Olózaga y Montero Ríos; los unionistas Antonio de los Ríos Rosas, Augusto Ulloa y Manuel Silvela, y los demócratas "cimbrios" Cristino Martos y Manuel Becerra —de la Comisión, presidida por Olózaga, quedaron excluidos los republicanos federales—. La Comisión presentó su proyecto el 30 de marzo, y en el preámbulo del dictamen se decía que «la obra política de las generaciones que nos han precedido ha sido una lucha incansable por amparar la libertad bajo las garantías que ofrece el régimen parlamentario».
A principios de abril comenzó la discusión del proyecto constitucional. La primera cuestión que fue objeto de un duro debate fue el establecimiento de la monarquía como forma de gobierno (Artículo 33. "La forma de gobierno de la Nación española es la monarquía"). El 20 de mayo el ministro Adelardo López de Ayala se enfrentó a los diputados republicanos federales argumentando que la revolución de 1868 había sido obra de las clases conservadoras y que ahora «las clases ínfimas de la sociedad», que según él no habían participado en ella, querían arrebatarles sus conquistas exigiendo la República. «Yo vi, señores, resueltos a sacrificarlo todo en aras de su patria a grandes propietarios, a grandes de España, a títulos de Castilla, a grandes comerciantes, grandes industriales, a escritores, a poetas, a médicos, a abogados; pero ¿y las masas? preguntaba yo. 'Ya se unirán a nosotros después de la victoria' me contestaban todos», afirmó López de Ayala. Serrano y Topete tuvieron que intervenir para rectificar lo que había dicho su compañero de gobierno, pero, según Josep Fontana, "Ayala había dicho lo que todos ellos pensaban". Al final fue aprobada la monarquía como forma de gobierno por 214 votos contra 71, aunque con unos poderes limitados pues el poder legislativo residía exclusivamente en las Cortes.
Sin embargo, como ha destacado Jorge Vilches, la Corona en la Constitución mantenía muchos de los poderes propios de una Monarquía constitucional —especialmente el de disolver y suspender las Cortes y el de designar y separar gobiernos—, por lo que no era un mero poder simbólico como sucede en las monarquías parlamentarias. A la Corona, "le faltaba la facultad colegisladora de las constituciones anteriores, pero tenía libertad de sanción, pudiendo aprobar, diferir o desaprobar las decisiones de los ministros. La práctica parlamentaria señalaba que cuando el rey se negaba a la sanción, el gobierno se sentía desautorizado y devolvía el mandato. De esto se colegía que la designación de los ministros era también libre, por lo que la función de las mayorías parlamentarias era más bien a posteriori; es decir, que el gobierno de turno disolvía y creaba su propio Parlamento. Esta actuación se mantuvo durante el reinado de Amadeo I, haciendo patente con ello la dificultad para combinar con realismo la monarquía constitucional y la democracia. Esta atribución del nombramiento del gobierno a la Corona y no al Parlamento señala que aún se estaba en una fase «pre-parlamentaria» de la historia constitucional. [...] Se había instaurado una democracia pero la responsabilidad que se dejaba caer sobre la Corona era mayor que en el régimen anterior".
El otro punto polémico fue la cuestión religiosa porque finalmente se estableció la libertad de cultos por primera vez en la historia del constitucionalismo español —en la "non nata" de 1856 también figuraba pero nunca se promulgó— al permitir en una alambicada redacción del artículo 21 «el ejercicio público y privado de cualquier otro culto» no católico, lo que levantó las protestas de los diputados carlistas y de la jerarquía eclesiástica, a pesar de que se mantenía la confesionalidad del Estado y el presupuesto de "culto y clero". El Estado laico solamente fue apoyado por los republicanos federales, especialmente por el diputado Suñer y Capdevila que defendió «la idea nueva» de «la ciencia, la tierra, el hombre», contra «la idea caduca» que representaban «la fe, el cielo, Dios». El cardenal arzobispo de Santiago de Compostela le respondió que el catolicismo era «la única religión verdadera que hay en el mundo».
Según Manuel Suárez Cortina, "la dureza de los debates y la aprobación de la libertad de cultos provocó en la España del momento una fisura muy importante entre los sectores liberales y aquellos otros que exigían la unidad católica de acuerdo con lo establecido en el Concordato de 1851. Desde entonces la religión dejó de ser un elemento de integración nacional para convertirse en uno de los territorios de disputa más enconados".

## La "Monarquía democrática"
La Constitución fue calificada como “democrática” por el propio presidente de las Cortes Constituyentes cuando fue aprobada el 1 de junio por 214 votos a favor y 55 en contra y promulgada el 6 de junio.
Constaba de 112 artículos y dos disposiciones transitorias y en el preámbulo se proclamaba explícitamente el principio de la soberanía nacional:

La Nación Española y en su nombre las Cortes Constituyentes elegidas por sufragio universal, deseando afianzar la justicia, la libertad y la seguridad, y proveer al bien de cuantos vivan en España, decretan y sancionan la siguiente Constitución.

En la Constitución destacaba el Título I -del que fue artífice el "cimbrio" Cristino Martos- en el que por primera vez en la historia constitucional española se garantizaban los derechos individuales y las libertades colectivas, que incluían también por primera vez la libertad de reunión y libertad de asociación. Así este Título era lo más característico de la Constitución por la avanzada declaración de derechos que recogía, mucho más larga y completa que las constituciones precedentes: el derecho de todos los ciudadanos a la participación política; el sufragio universal masculino (artículo 16); la libertad de imprenta (artículo 17); la libertad de cultos (artículo 21); el derecho de reunión y el derecho de asociación (artículo 17).
En la parte orgánica se establecía que la soberanía residía «esencialmente en la Nación, de la cual emanan todos los poderes» (artículo 32) y que la forma de gobierno era la monarquía (artículo 33), y la división de poderes, en el que el legislativo correspondía a las Cortes -compuestas de Congreso y Senado-, el judicial a los tribunales, y el ejecutivo al rey, aunque se establecía la responsabilidad de los ministros ante las Cortes, así como la de los jueces.

## Valoración
En palabras de la historiadora María Victoria López-Cordón Cortezo, «no sólo era la más liberal de las que se habían promulgado en España, sino que también se colocaba a la vanguardia de las europeas de ese momento», contando con influencias claras de la Constitución de los Estados Unidos. Así, el texto elaborado por las Cortes de 1869 está considerado por muchos como la primera constitución democrática del Reino de España, ya que otorgaba un gran papel a las Cortes, que serían el máximo órgano de representación de la nación, porque no solo legislaban, sino que controlaban al gobierno y limitaban el poder del monarca. Además se anticipó varias décadas a otros países europeos en cuanto a los logros políticos y sociales alcanzados.
Sin embargo, «a pesar de que consignaba los principios básicos de la revolución, sufragio universal y libertades individuales, no fue satisfactoria para casi nadie. Los republicanos se opusieron al principio monárquico, los católicos a la libertad religiosa, los librepensadores al mantenimiento del culto. Pareció demasiado avanzada a muchos y tímida a otros...».